# Кучково поле (издательство)
Издательство «Кучково поле» (англ. Kuchkovo pole) — московское книжное издательство. С 1992 года публикует книги по истории, политологии, культурологии и искусству.
Издательство публикует оригинальные исторические документы, сотрудничает с научными институтами, общественными организациями, архивами и музеями.

## История
Издательство «Кучково поле» было образовано в Москве в 1992 году.
Основателем издательства является Г. Э. Кучков, который выбрал название (от Московского района Кучково поле) и историческую направленность издательства.
Непосредственных публикаций об издательстве написано мало, в основном имеются рецензии на многочисленные книжные издания.

## Направления деятельности
Основная специализация издательства — историческая литература, документы, мемуары, иллюстрированные альбомы по искусству, истории, политике и культуре.
Тематика издаваемой литературы — историческая, общегуманитарная и краеведческая:
- Алетейя
- Воспоминания, дневники, письма
- История, исторические науки
- Культура и искусство, культурология
- Мемуары
- Политология, социология
- Популярная наука
- Художественная литература и литературоведение.

## Книжные серии издательства
Среди серийных изданий книг:
- Московская библиотека[10]
- Реальная политика[11]
- Живая история
- Библиотека русской революции
- Военные мемуары
- Геополитический ракурс
- Историческая география
- Исторические мемуары
- Коллекция Музея архитектуры им. А. В. Щусева
- Спецслужбы вчера и сегодня
- Тайны спецслужб
- Шпионские страсти

## Награды и премии
Книги издательства были лауреатами многих премий, среди них:
- [уточнить] — «Жар-книга»
- [уточнить] — «Просвещение через книгу»
- 2008 — Национальная литературная премия «Большая книга»[13]
- 2013 — «Премия Федеральной службы безопасности России в области литературы»[14].
- 2014 — «Лучшие книги года»
- 2014 — «Музейный Олимп»[15]
- 2016 — «Книга года»[16]
- 2021 — Всероссийская литературная премия «Малая Родина»[17]
- 2023 — «Лучшее справочное и словарно-энциклопедическое издание»[18].

## Членство в организациях
Издательство является коллективным членом:
- Российское историческое общество
- Русское географическое общество